# 恋するアテンダー
『恋するアテンダー』（こいするアテンダー）は、テレビ朝日とABEMAで2022年11月17日から2023年9月29日まで放送されていた恋愛バラエティ番組である。

## 概要
放送及び配信日時は変則的となっており、第1 - 第3水曜日は夜21時00分からABEMAで配信。第4水曜日（厳密には明けた木曜日）深夜0時20分からテレビ朝日で放送。放送後の1時25分よりABEMAで見逃し配信を行う。

## 出演者

### MC
- 小籔千豊
- YOU

## 放送リスト
| 回 | 放送日   | アテンダー                 | ロンリーさん                     | ピッタリさん                   | 結果 | 備考     |
| -- | -------- | -------------------------- | -------------------------------- | ------------------------------ | ---- | -------- |
| 1  | 11月17日 | - 大島麻衣                 | - 久保田かずのぶ（とろサーモン） | - 池田夏希                     | 成功 | [ 注 1 ] |
| 2  | 11月23日 | - 井上裕介（NON STYLE）    | - さとう珠緒                     | - 上田歩武（グッドウォーキン） | 成功 |          |
| 3  | 11月30日 | - 神田うの                 | - きょん（コットン）             | - 加藤万里奈                   | 成功 |          |
| 4  | 12月07日 | - 村上（マヂカルラブリー） | - 都丸紗也華                     | - 石橋哲也                     | 成功 |          |
| 5  | 12月22日 | - 村上（マヂカルラブリー） | - 休井美郷                       | - 西村ヒロチョ                 | 成功 |          |

| 回 | 放送日   | アテンダー                                                    | ロンリーさん                                                  | ピッタリさん                                                  | 結果         | 備考     |
| -- | -------- | ------------------------------------------------------------- | ------------------------------------------------------------- | ------------------------------------------------------------- | ------------ | -------- |
| 6  | 01月04日 | - JOY                                                         | - エミリン                                                    | - MAITO                                                       | 失敗→成功    |          |
| 7  | 01月11日 | - 武井壮                                                      | - バッドナイス常田                                            | - みひろ                                                      | 成功         |          |
| 8  | 01月18日 | - 井上裕介（NON STYLE）                                       | - 休日課長（ゲスの極み乙女）                                  | - さくまみお                                                  | 成功         |          |
| 9  | 01月26日 | - JOY                                                         | - アンゴラ村長（にゃんこスター）                              | - 茸                                                          | 成功         |          |
| 10 | 02月01日 | - 花田優一                                                    | - SHONO                                                       | - 佐脇慧一                                                    | 失敗         |          |
| 11 | 02月08日 | - 神田うの                                                    | - 渡辺裕太                                                    | - 岡田朋峰                                                    | 失敗         |          |
| 12 | 02月15日 | - 大島麻衣                                                    | - でか美ちゃん                                                | - JP                                                          | 失敗         |          |
| 13 | 02月23日 | - LiLiCo                                                      | - 井口浩之（ウエストランド）                                  | - アサヌマ理紗                                                | 成功         |          |
| 14 | 03月01日 | - 村上（マヂカルラブリー）                                    | - みちお（トム・ブラウン）                                    | - ちゃんもも◎                                                 | 成功         |          |
| 15 | 03月08日 | - 神田うの                                                    | - 九条ジョー                                                  | - コルファージュリア                                          | 失敗         |          |
| 16 | 03月15日 | - 神田うの                                                    | - 誠子（尼神インター）                                        | - 岩本輝雄                                                    | 成功         |          |
| 17 | 03月22日 | - LiLiCo                                                      | - 川村エミコ（たんぽぽ）                                      | - 小久保隼                                                    | 成功         |          |
| 18 | 03月30日 | - 武井壮                                                      | - 大久保佳代子                                                | - 松崎貴久                                                    | 成功         |          |
| 19 | 04月05日 | （成立カップル芸能人のデートに密着！・前編）                  | （成立カップル芸能人のデートに密着！・前編）                  | （成立カップル芸能人のデートに密着！・前編）                  | 不成立       | [ 注 4 ] |
| 20 | 04月12日 | （成立カップル芸能人のデートに密着！・後編）                  | （成立カップル芸能人のデートに密着！・後編）                  | （成立カップル芸能人のデートに密着！・後編）                  | 成立         | [ 注 7 ] |
| 21 | 04月19日 | - JOY                                                         | - 及川奈央                                                    | - 坪倉由幸（我が家）                                          | 失敗         |          |
| 22 | 04月27日 | - 村上（マヂカルラブリー）                                    | - 大江裕                                                      | - 本条万里子                                                  | 失敗         |          |
| 23 | 05月03日 | - 彦摩呂                                                      | - 西澤由夏                                                    | - 渡辺裕太                                                    | 失敗         |          |
| 24 | 05月10日 | - 大島麻衣                                                    | - ゆりやんレトリィバァ                                        | - ワシントン・フェラーリ                                      | 成功         |          |
| 25 | 05月17日 | - Zeebra                                                      | - 須田亜香里                                                  | - 柏田勇磨                                                    | 失敗         |          |
| 26 | 05月25日 | - 武井壮                                                      | - お見送り芸人しんいち                                        | - 松尾優                                                      | 失敗         |          |
| 27 | 05月31日 | - 島田秀平                                                    | - あんり（ぼる塾）                                            | - 富田安洋                                                    | 失敗         |          |
| 28 | 06月07日 | - 藤本敏史（FUJIWARA）                                        | - 中嶋イッキュウ                                              | - 市川刺身（そいつどいつ）                                    | 成功         |          |
| 29 | 06月14日 | - 大島麻衣                                                    | - 荒川（エルフ）                                              | - 山崎裕太                                                    | 失敗         |          |
| 30 | 06月21日 | - LiLiCo                                                      | - 大家志津香                                                  | - 岩崎健人                                                    | 失敗         |          |
| 31 | 06月29日 | - 彦摩呂                                                      | - 鈴木奈々                                                    | - 才川コージ - 小谷嘉一                                       | 成功（才川） |          |
| 32 | 07月05日 | （中嶋イッキュウとそいつどいつ市川刺身と本気の横浜デート！）  | （中嶋イッキュウとそいつどいつ市川刺身と本気の横浜デート！）  | （中嶋イッキュウとそいつどいつ市川刺身と本気の横浜デート！）  | 成立         |          |
| 33 | 07月12日 | - 村上（マヂカルラブリー）                                    | - おかもとまり                                                | - 小野竜輔（ダイヤモンド） - タクトOK!!（Everybody）          | 成功（小野） |          |
| 34 | 07月19日 | （おかもとまりとダイヤモンド小野と大人の同棲デート！）        | （おかもとまりとダイヤモンド小野と大人の同棲デート！）        | （おかもとまりとダイヤモンド小野と大人の同棲デート！）        | 成立         |          |
| 35 | 07月27日 | - 西野未姫                                                    | - 中村昌也                                                    | - 根本羽衣 - 潮みか                                           | 成功（根本） |          |
| 36 | 08月02日 | （中村昌也と根元羽衣と本気の宮古島デート！）                  | （中村昌也と根元羽衣と本気の宮古島デート！）                  | （中村昌也と根元羽衣と本気の宮古島デート！）                  | 保留         |          |
| 37 | 08月09日 | - LiLiCo - 村上（マヂカルラブリー）                           | - 田辺智加（ぼる塾）                                          | - 中山智瑛 - ゆーきっす                                       | 成功（中山） |          |
| 38 | 08月16日 | （ぼる塾田辺さんと中山智瑛と本気の大人デート！）              | （ぼる塾田辺さんと中山智瑛と本気の大人デート！）              | （ぼる塾田辺さんと中山智瑛と本気の大人デート！）              | 不成立       |          |
| 39 | 08月23日 | - 彦摩呂                                                      | - かなで（3時のヒロイン）                                     | - 徳永ゆうき - 木村徹二                                       | 成功（徳永） |          |
| 40 | 08月31日 | - 井上裕介（NON STYLE） - 藤本敏史（FUJIWARA）                | - 最上もが                                                    | - お見送り芸人しんいち - ワタリ119                            | 失敗         |          |
| 41 | 09月06日 | - 大島麻衣 - 西野未姫                                         | - 川村エミコ（たんぽぽ）                                      | - 斉藤和利 - 加賀成一                                         | 失敗         |          |
| 42 | 09月13日 | （3時のヒロイン・かなでと演歌歌手・徳永ゆうきの真剣デート！） | （3時のヒロイン・かなでと演歌歌手・徳永ゆうきの真剣デート！） | （3時のヒロイン・かなでと演歌歌手・徳永ゆうきの真剣デート！） | 保留         |          |
| 43 | 09月20日 | - 宮下純一 - LiLiCo                                           | - 熊元プロレス（紅しょうが）                                  | - 清水聡 - 茶谷優太                                           | 失敗         |          |
| 44 | 09月28日 | - 彦摩呂 - LiLiCo                                             | - 大島麻衣                                                    | - 吉川大貴 - 吉田宗洋                                         | 成功（吉川） |          |

## スタッフ
- 企画・監修 - 秋元康
- ナレーション - 久保田直子（テレビ朝日アナウンサー）
- 構成 - 渡邊賢史、安倍裕之
- CAM - 三好哲也、杉山紀行
- VE - 楠部達也
- 音声 - 西田敬
- 美術 - 吉村純子
- 美術進行 - 寺岡悠介
- 美術協力 - tv asahi criate
- 編集 - 本田純一、成田綾香
- MA - 江草育真
- 音効 - 岩谷知朗
- 編成 - 熊谷和也、辻慈生
- 宣伝 - 尾木実愛
- デスク - 奥田利加子
- AP - 大田翔子、佐藤弘輿、赤坂栞奈
- 技術協力 - 池田屋、TSP
- 制作協力 - DragonEntertainment
- AD - 小宮山諒、大島和也、春木優存、今野亜美
- ディレクター - 今井勘太、工藤快生、須田基之、柴田穰、小野恵太、中島義天、戸邉綾香、伊藤史、山下進之介、君島一彦、福井玄樹、田中駿祐
- 演出 - 川口達也
- プロデューサー - 濱崎賢一、高橋佑輔、小泉美華
- ゼネラルプロデューサー - 郷力大也
- 制作著作 - テレビ朝日、ABEMA

### 過去のスタッフ
- ナレーション - 田中萌（テレビ朝日アナウンサー）、鈴木新彩（テレビ朝日アナウンサー）
- CAM - 山田洋和、後藤敏文、西陽大、清水智哉、真田尖、畠中宏、中村昇
- 音声 - 熊倉智大、小出秀久、門田夏樹
- 編集 - 鳥塚幸輔、佐々木逸人、明官充、塔尾公彦、鎌倉航
- MA - 鳥羽隼輔、出蔵孝裕、髙橋知世
- 編成 - 岡村地郎、松尾健司
- AD - 杉本龍成、立岡真海、小田原実佑、小谷真由、山下竜馬、天利彰伸
- ディレクター - 髙山晴透、互藤快生
- ゼネラルプロデューサー - 寺田伸也